# Barbara Hesse-Bukowska

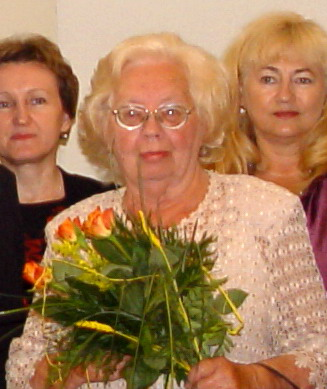
Barbara Hesse-Bukowska, 2008

Barbara Stella Hesse-Bukowska (* 8. Februar 1930 in Łódź; † 9. Dezember 2013 in Warschau) war eine polnische Pianistin und Klavierpädagogin.

## Leben und Werk

### Ausbildung
Barbara Hesse-Bukowska wurde 1930 in eine Familie mit weit zurückreichender Musiktradition hineingeboren: Ihr Vater war Violinist und Dirigent, ihre Mutter Pianistin und Klavierlehrerin, ihr Großvater Klavierstimmer. Ab dem Alter von sechs Jahren begann sie, mit ihrer Mutter Klavier zu lernen. Ihr nächster Klavierlehrer war Czesław Aniołkiewicz. 1938 schrieb sie sich zu Basiskursen am Warschauer Konservatorium unter Maria Glińska-Wąsowska ein. Während des Zweiten Weltkriegs nahm sie Klavierunterricht bei Margerita Trombini-Kazuro. 1945 begann sie ein reguläres Klavierstudium bei Maria Wiłkomirska in Łódź, bevor sie der Klasse von Trombini-Kazuro an der Staatlichen Musikhochschule in Warschau beitrat. 1949 schloss sie ihr Studium mit der höchsten Auszeichnung ab und gewann im selben Jahr den zweiten Preis beim 4. Internationalen Chopin-Wettbewerb. 1953 gewann sie den fünften Preis beim Internationalen Marguerite Long-Jacques Thibaud Wettbewerb in Paris. Fünf Jahre später vertiefte sie ihre Fähigkeiten bei Arthur Rubinstein in Paris als Stipendiatin der polnischen Regierung.

### Konzertkarriere
Ihr erstes öffentliches Konzert gab sie am 1. Juli 1945 in Łódź, wo sie Chopins Andante Spianato und die Grande Polonaise brillante op. 22 mit dem örtlichen Orchester aufführte. Sie war von den 1950er bis in die 1970er Jahre sehr aktiv als Konzertpianistin und trat auf allen Kontinenten auf. In Europa trat sie nahezu in jedem Land auf. Sie trat unter bekannten Dirigenten Nikolai Anossow, Hermann Abendroth, Adrian Boult, Enrique Bátiz Campbell, Henryk Czyż, Jerzy Katlewicz, Jan Krenz, Kurt Masur, Witold Rowicki, Stanisław Skrowaczewski und Stanisław Wisłocki auf. Sie nahm an zahlreichen internationalen Festivals in Dubrovnik, Duszniki, Gaming, Gent, Prag, Warschau, Wien und anderswo teil. Sie unternahm mehrere Konzerttourneen als Solistin mit den Warschauer Philharmonikern (unter anderem in Deutschland, Österreich und Frankreich) und dem Nationalen Symphonieorchester des Polnischen Rundfunks Katowice. 1962 erhielt sie die im Gedenken an die herausragende britische Pianistin Harriet Cohen 1951 eingeführte Harriet Cohen Klavier-Medaille als beste Pianistin des Jahres.
Sie nahm für viele Radio- und Fernsehstationen auf der ganzen Welt auf. Für die Plattenfirmen Polskie Nagrania Muza, Lumen, Westminster, Le Chant du Monde, Deutsche Grammophon und Pol-Music nahm sie Werke von Frédéric Chopin (Konzerte, Walzer, Mazurken, Nocturnes, Impromptus, Allegro de Concert, Polonaisen und Etüden) Karol Szymanowski (20 Mazurkas), Ignacy Jan Paderewski (Konzert a-Moll), Ludomir Różycki (Ballade für Klavier und Orchester) und anderen Komponisten auf.

### Lehre
Mitte der 1950er Jahre begann Barbara Hesse-Bukowska zunächst privat Klavierstunden zu geben. Ab 1963 gab sie Klavierklassen an der Staatlichen Musikhochschule Breslau und von 1972 an am Warschauer Konservatorium. Sie leitete Meisterkurse in Warschau, Helsinki, Havanna und Sydney. Sie nahm als Jurorin an internationalen Klavierwettbewerben in Warschau (Chopin-Wettbewerb, 1985, 1990, 1995), Leeds, Paris, Palm Beach und Hamamatsu teil.

## Auszeichnungen
Barbara Hesse-Bukowska erhielt 1955 das Verdienstkreuz der Republik Polen in Gold. 1959 erhielt sie den Orden des Arbeitsbanners der Klasse II und 1984 die gleiche Auszeichnung der Klasse I.